# بطولة ويمبلدون 2014
هنا قائمة الفائزين ببطولة ويمبلدون لسنة 2014:

## الأبطال

### فردي رجال
نوفاك دجوكوفيتش هزم.  روجر فيدرير، 6–7(7–9), 6–4, 7–6(7–4), 5–7, 6–4.

### فردي سيدات
- بيترا كفيتوفا هزمت.  يوجيني بوشار، 6–3, 6–0

### زوجي رجال
- فاسيك بوسبيسيل /  جاك سوك هزموا.  بوب براين /  مايك براين، 7–6(7–5), 6–7(3–7), 6–4, 3–6, 7–5

### زوجي سيدات
- ساره إيراني /  روبيرتا فينسي هزموا.  تيميا بابوس /  كريستينا ملادينوفيتش, 6–1, 6–3

### زوجي مختلط
- نيناد زيمونيتش /  سامانثا ستوسور هزموا.  ماكس ميرني /  تشان هاو تشينغ, 6–4, 6–2

## وصلات خارجية
- الموقع الرسمي